# Bree
Bree ist eine Stadt in den Kempen der flämischen Region in Belgien. Sie liegt im Nordosten der Provinz Limburg, Verwaltungsbezirk Maaseik.

## Geschichte
Bree war eine der 23 „Guten Städte“ (bonnes villes/Goede Steden) des Hochstifts Lüttich. Sie erhielt ihre Stadtrechte 1386 vom Hochstift Lüttich. Die Stadt war früher vollständig ummauert und von einem Graben mit sieben Meter Breite umgeben. Teilweise restaurierte Wehrtürme verweisen immer noch auf ihre mittelalterliche Vergangenheit.
Die Stadt wurde im Jahre 1604 von 6000 Spaniern erfolglos angegriffen. Auch die Kroaten machten einen vergeblichen Angriff. Der Prinz von Nassau musste zweimal zurückkommen, bevor er in die Stadt ziehen konnte. Viele alte Gebäude sind durch etliche Brände, welche die Stadt heimgesucht haben (1601, 1616, 1697 und 1699), verschwunden.

## Sehenswürdigkeiten
- Die gotische Sankt-Michaelskirche
- Das Alte Rathaus, heutiges Stadtmuseum, mit Darstellung des Heiligen Michael, Stadtheiliger von Bree
- Michielshuis
- Das St. Michaelskolleg, ehemaliges Augustinerkloster und heutiges Rathaus
- De Gulden Tas, die kleinste Kaffeerösterei Belgiens
- Der jährliche Sankt-Niklasmarkt am 5. Dezember

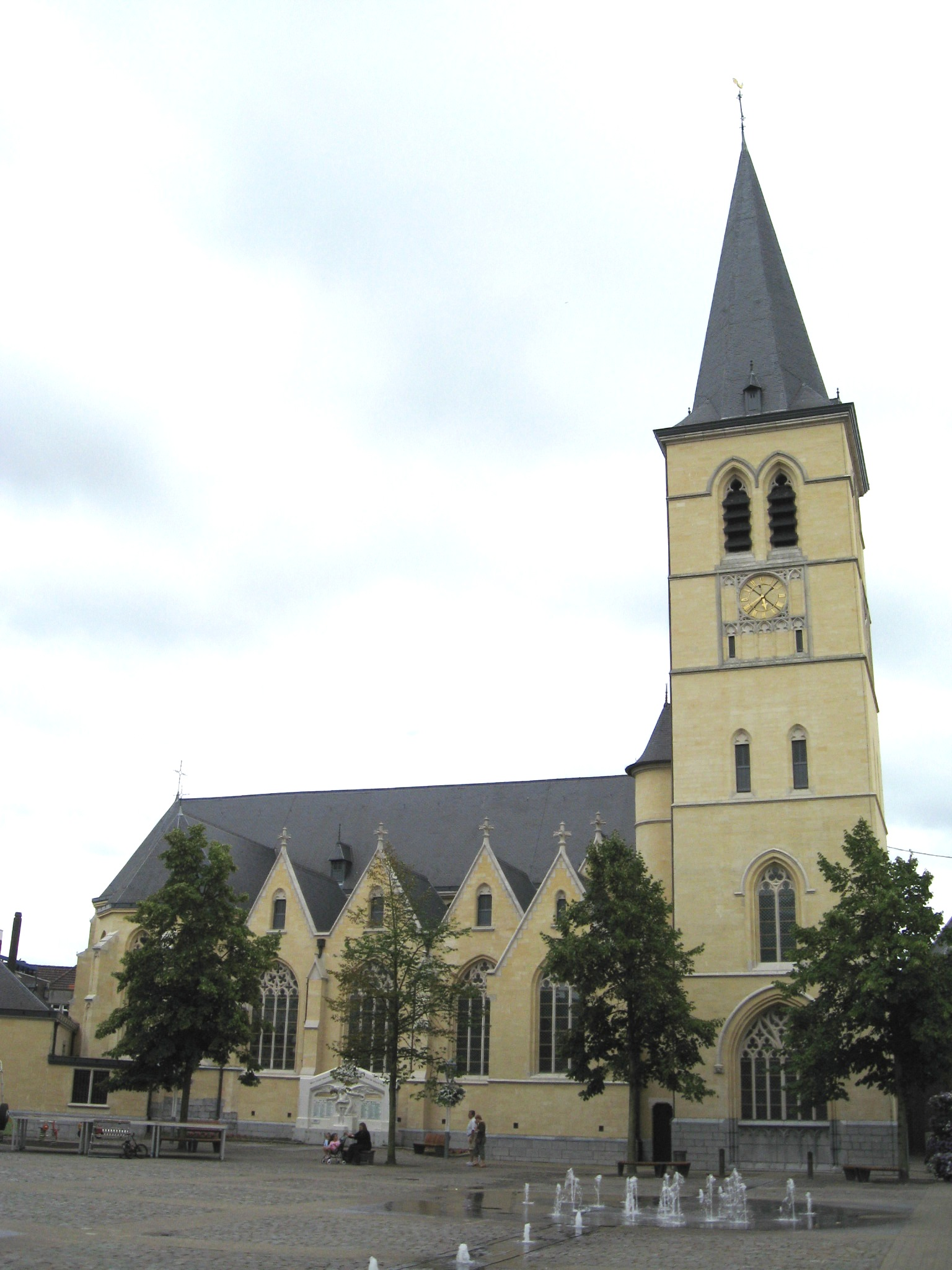
Sankt-Michaelskirche
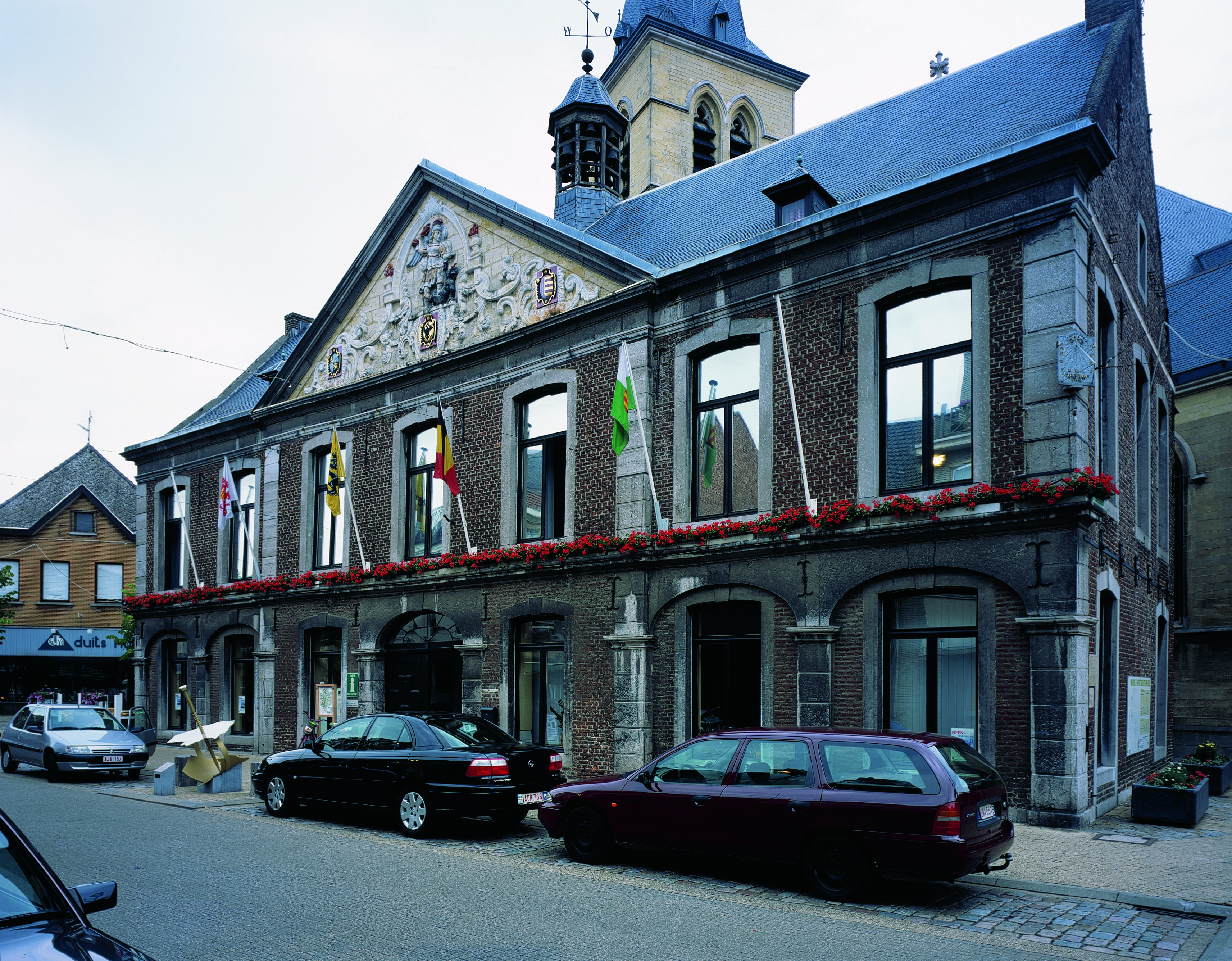
Altes Rathaus, heutiges Stadtmuseum
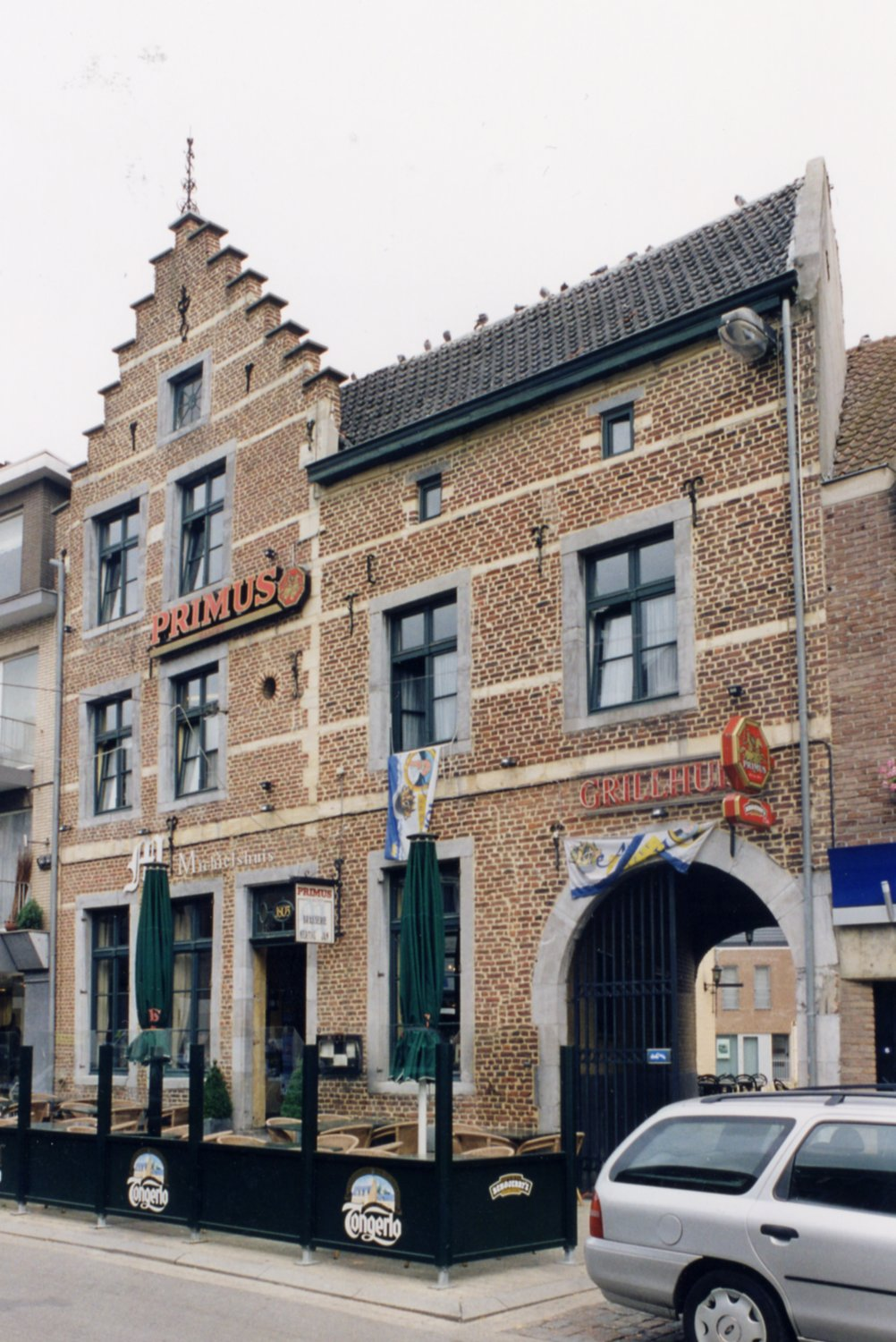
Michielshuis
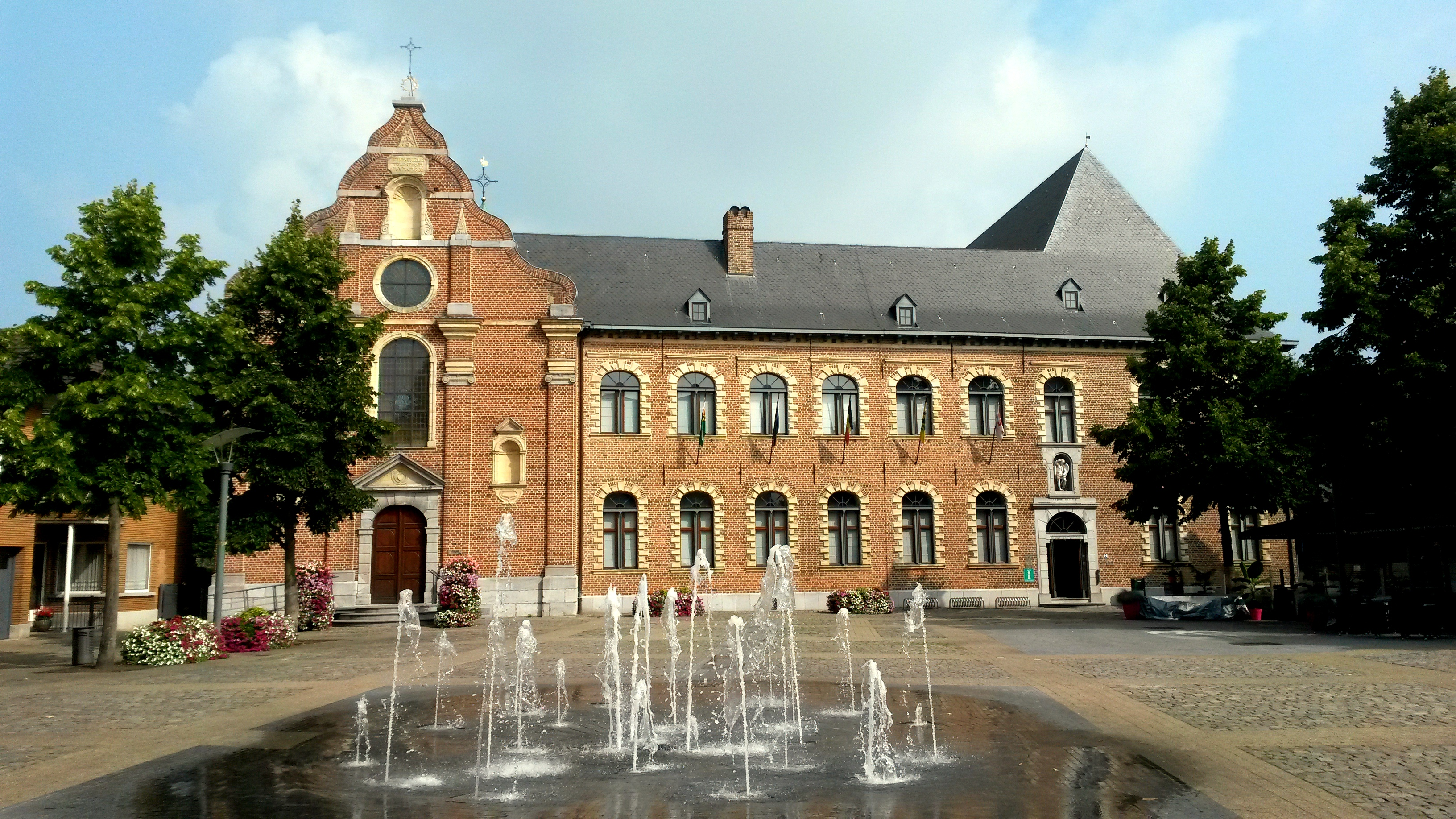
St. Michaelskolleg, heutiges Rathaus

## Söhne und Töchter der Stadt
- Joannes Paredis (1795–1886), Bischof von Roermond
- Jaak Gabriëls (1943–2024), Politiker, u. a. Bürgermeister von Bree (1977–2012)
- Leonard Nolens (* 1947), Dichter, Tagebuchschreiber und Übersetzer
- Ludo Schurgers (* 1955), Radrennfahrer
- Leo Albert Jozef „Lei“ Clijsters (1956–2009), Fußballspieler
- Jan Geerits (* 1958), römisch-katholischer Ordensgeistlicher, emeritierter Apostolischer Administrator der Komoren
- Carlo Bomans (* 1963), Radrennfahrer und Trainer
- Reine Meylaerts (* 1965), Translatologin
- Jacky Peeters (* 1969), Fußballspieler
- Stefan Everts (* 1972), Motocrossfahrer, zehnfacher Weltmeister
- Johnny Galecki (* 1975), US-amerikanischer Schauspieler
- Bas Leinders (* 1975), Rennfahrer, Formel-1-Testfahrer
- Kevin Houben (* 1977), Komponist
- Kim Clijsters (* 1983), Tennisspielerin
- Wendy Jans (* 1983), Snookerspielerin
- Thibaut Courtois (* 1992), Fußballspieler
- Stef Peeters (* 1992), Fußballspieler
- Bryan Heynen (* 1997), Fußballspieler
- Lara Salden (* 1999), Tennisspielerin
- Hanne Vandewinkel (* 2004), Tennisspielerin
- Fleur Moors (* 2005), Radrennfahrerin

## Partnerstädte
Bree unterhält Partnerschaften mit folgenden Städten:
- Geldern, Deutschland
- Salomó, Spanien
- Volpago, Italien
- Yangzhou, Volksrepublik China